# Bernard Marie Berger (Engelandvaarder)
Bernard Marie (Ben) Berger ('s-Gravenhage, 14 juni 1919 - Indische Oceaan, 26 maart 1944) was een student aan de TH Delft en Engelandvaarder.

## Biografie
Berger was een zoon van de procureur-generaal bij de Hoge Raad der Nederlanden, mr. Willem Jozef Berger (1883-1953), en Joanna Josephina de Nerée tot Babberich (1890-1983), lid van de familie De Nerée. Hij was een broer van procureur-generaal mr. Willem Jozef Marie Berger (1921-1988).
Tijdens de Meidagen van 1940 was Ben Berger reserve-wachtmeester der Huzaren en student aan de TH Delft. Al in oktober 1940 maakte hij samen met Frits van der Schrieck een verkenningstocht langs de Belgische en Franse kust om de mogelijkheden van een ontsnapping naar Engeland te verkennen. Uiteindelijk verliet hij Nederland kort na Pasen 1943. Via België, Frankrijk, Spanje en Portugal kwam hij in Engeland aan. Aldaar werd hij onderscheiden met een Kruis van Verdienste.
Berger werd machinist bij de Nederlandse koopvaardij en werd geplaatst op de S.S. Tjisalak van de Java-China-Japan-Lijn. Op 26 maart 1944 werd het schip in de Indische Oceaan door een Japanse onderzeeër getorpedeerd. Slechts vijf van de 103 opvarenden overleefden dit. Berger raakte vermist, vermoedelijk behoorde hij tot de omgekomenen.  Latere berichten melden dat hij onder de eerste Europeanen was die op het schip waren geëxecuteerd. Hij was toen 24 jaar.
Op 14 juni 1945 werd in de Teresia van Avilakerk aan het Westeinde in Den Haag een mis opgedragen voor hem en zijn broer Louis Marie Berger. Laatstgenoemde was officier van administratieve klasse bij de Nederlandse marine en overleed op 8 maart 1941 in Londen.